# Jaroslav Samson Lenk
Jaroslav Samson Lenk, vlastním jménem Jaroslav Lenk (* 12. srpna 1956 Plzeň), je český folkový a trampský zpěvák, kytarista, textař a písničkář. Žije a pracuje ve Starém Plzenci.
Po dokončení základní vojenské služby se dostal na nábor do Kladna a založil tam folkovou skupinu Máci (1976-1993). Do trampské skupiny Hop Trop (od roku 1980) se dostal po seznámení s jiným jejím členem Ladislavem Huberťákem Kučerou (údajně díky rozbité kytaře, kterou si u Ladislava Kučery nechával opravit). Od roku 1993 do roku 2015 vystupoval se svou skupinou Samson a jeho parta, jejíž činnost v roce 2019 obnovil. V triu s Vlastou Redlem a Slávkem Janouškem (vystupovali také pod názvem Psychiatrio) nahráli tři dlouhohrající desky / CD.
Do jeho tvorby patří mimo jiné i písně k večerníčkům (Madla a Ťap, Vydrýsek, Méďové, Ježek Aladin atd.). V roce 2008 s ním spříznění lidé založili malou soukromou rozhlasovou stanici Rádio Samson.

## Diskografie
- 1984 (Panton) – Cesty 1
- 1987 (Panton) – Hop trop: Live Na Petynce
- 1988 (Supraphon) – Máci: Pohoda (1996 reedice Bonton s bonusy)
- 1990 (Supraphon) – Redl + Janoušek + Lenk: Zůstali jsme doma (1999 reedice Venkow s bonusy)
- 1990 (Venkow) – Janoušek + Lenk
- 1990 (Venkow) – Máci
- 1990 (Venkow) – Hop trop II.
- 1991 (Venkow) – Hop trop: Svátek
- 1992 (Monitor) – Mé hodné písně
- 1993 (Monitor) – Hop trop na Venkowě
- 1993 (Lenkow) – Hop trop: Veselá bída
- 1994 (Monitor) – Výběr z let 1986 - 1994
- 1995 (Lenkow) – Samson a jeho parta: Balónek
- 1995 (Fraus) – Samsonův hudební zvěřinec
- 1995 (Sony BMG) – Redl + Janoušek + Lenk: Kde domov můj
- 1996 (Lenkow) – Hop trop + Samson a jeho parta: Proč bychom se netopili
- 1998 (Monitor) – Hop trop: Potvory
- 1998 (Monitor) – Samson a jeho parta: Popíček
- 2000 (Popron) – Hop trop: BESTiální UF
- 2000 (Popron) – Samson a jeho parta: Makovky
- 2002 (Popron) – Samson a jeho parta: Demáááczech
- 2004 (Jumbo) Hop trop: Trojhlavá saň
- 2005 (Jumbo) – Slunečno
- 2006 (Sony BMG) – Redl + Janoušek + Lenk: Barvy domova
- 2013 (Jumbo) – Van men šou
- 2015 (Jumbo) – Hop trop 35 let, CD
- 2016 (Jumbo) – SAMSON 60+6, 3 CD

## Ocenění
Na festivalu Porta:
- 1978 Máci – uznání poroty
- 1979 Máci – Zelená Porta
- 1980 Máci – Malá Porta
- 1981 Hop trop – interpretační Porta
- 1984 Máci – interpretační Porta
- 1984 Hop trop – Amazonka – autorská Porta (s Ladislavem Kučerou)
- 1985 Máci – interpretační Porta
- 1985 Máci – vítězové diváckého hlasování (píseň Kdo ví, co bude pak)
- 1986 Hop trop – Zlatá Porta
- 1987 Hop trop – Jonatán – autorská Porta (s L. Kučerou a J. Vondrou)
- 1987 J. S. Lenk – osobnost Porty 87´